# Список астероїдів (18501—18600)
| Назва                           | Тимчасове позначення | Дата відкриття    | Місце відкриття             | Відкривач                       |
| ------------------------------- | -------------------- | ----------------- | --------------------------- | ------------------------------- |
| (18501) 1996 OB                 | 1996 OB              | 16 липня 1996     | Фарра-д'Ізонцо              | Фарра-д'Ізонцо                  |
| (18502) 1996 PK1                | 1996 PK1             | 11 серпня 1996    | Обсерваторія Ренд           | Джордж Віском                   |
| (18503) 1996 PY4                | 1996 PY4             | 15 серпня 1996    | Обсерваторія Галеакала      | NEAT                            |
| (18504) 1996 PB5                | 1996 PB5             | 15 серпня 1996    | Обсерваторія Галеакала      | NEAT                            |
| 18505 Каравеллі (Caravelli)     | 1996 PG5             | 9 серпня 1996     | Обсерваторія Сан-Вітторе    | Обсерваторія Сан-Вітторе        |
| (18506) 1996 PY6                | 1996 PY6             | 15 серпня 1996    | Макквері                    | Роберт Макнот, Дж. Чайльд       |
| (18507) 1996 QM1                | 1996 QM1             | 18 серпня 1996    | Обсерваторія Ренд           | Кеннет Вільямс                  |
| (18508) 1996 RJ2                | 1996 RJ2             | 8 вересня 1996    | Обсерваторія Галеакала      | NEAT                            |
| 18509 Bellini                   | 1996 RB4             | 14 вересня 1996   | Коллеверде ді Ґвідонія      | Вінченцо Касуллі                |
| 18510 Шаль (Chasles)            | 1996 SN              | 16 вересня 1996   | Прескоттська обсерваторія   | Пол Комба                       |
| (18511) 1996 SH4                | 1996 SH4             | 19 вересня 1996   | Станція Сінлун              | SCAP                            |
| (18512) 1996 SO7                | 1996 SO7             | 17 вересня 1996   | Обсерваторія Кійосато       | Сатору Отомо                    |
| (18513) 1996 TS5                | 1996 TS5             | 7 жовтня 1996     | Огляд Каталіна              | Тімоті Спар                     |
| (18514) 1996 TE11               | 1996 TE11            | 14 жовтня 1996    | Обсерваторія Сайдинг-Спрінг | Роберт Макнот                   |
| (18515) 1996 TL14               | 1996 TL14            | 9 жовтня 1996     | Обсерваторія Кушіро         | Сейджі Уеда, Хіроші Канеда      |
| (18516) 1996 TL29               | 1996 TL29            | 7 жовтня 1996     | Обсерваторія Кітт-Пік       | Spacewatch                      |
| (18517) 1996 VG2                | 1996 VG2             | 6 листопада 1996  | Обсерваторія Оїдзумі        | Такао Кобаяші                   |
| (18518) 1996 VT3                | 1996 VT3             | 2 листопада 1996  | Станція Сінлун              | SCAP                            |
| (18519) 1996 VH4                | 1996 VH4             | 8 листопада 1996  | Станція Сінлун              | SCAP                            |
| 18520 Wolfratshausen            | 1996 VK4             | 6 листопада 1996  | Обсерваторія Тітібу         | Наото Сато                      |
| (18521) 1996 VV5                | 1996 VV5             | 14 листопада 1996 | Обсерваторія Оїдзумі        | Такао Кобаяші                   |
| (18522) 1996 VA6                | 1996 VA6             | 15 листопада 1996 | Обсерваторія Оїдзумі        | Такао Кобаяші                   |
| (18523) 1996 VA7                | 1996 VA7             | 2 листопада 1996  | Станція Сінлун              | SCAP                            |
| (18524) 1996 VE8                | 1996 VE8             | 6 листопада 1996  | Обсерваторія Кітамі         | Кін Ендате, Кадзуро Ватанабе    |
| (18525) 1996 VO8                | 1996 VO8             | 7 листопада 1996  | Обсерваторія Кушіро         | Сейджі Уеда, Хіроші Канеда      |
| (18526) 1996 VB30               | 1996 VB30            | 7 листопада 1996  | Обсерваторія Кушіро         | Сейджі Уеда, Хіроші Канеда      |
| (18527) 1996 VJ30               | 1996 VJ30            | 7 листопада 1996  | Обсерваторія Кушіро         | Сейджі Уеда, Хіроші Канеда      |
| (18528) 1996 VX30               | 1996 VX30            | 2 листопада 1996  | Станція Сінлун              | SCAP                            |
| (18529) 1996 WK3                | 1996 WK3             | 28 листопада 1996 | Станція Сінлун              | SCAP                            |
| (18530) 1996 XS1                | 1996 XS1             | 2 грудня 1996     | Обсерваторія Оїдзумі        | Такао Кобаяші                   |
| 18531 Стракониці (Strakonice)   | 1996 XM2             | 4 грудня 1996     | Обсерваторія Клеть          | Мілош Тіхі, Зденек Моравец      |
| (18532) 1996 XW2                | 1996 XW2             | 3 грудня 1996     | Обсерваторія Оїдзумі        | Такао Кобаяші                   |
| (18533) 1996 XJ6                | 1996 XJ6             | 3 грудня 1996     | Обсерваторія Наті-Кацуура   | Йошісада Шімідзу, Такеші Урата  |
| (18534) 1996 XE12               | 1996 XE12            | 4 грудня 1996     | Обсерваторія Кітт-Пік       | Spacewatch                      |
| (18535) 1996 XQ13               | 1996 XQ13            | 9 грудня 1996     | Обсерваторія Клеть          | Обсерваторія Клеть              |
| (18536) 1996 XN15               | 1996 XN15            | 10 грудня 1996    | Станція Сінлун              | SCAP                            |
| (18537) 1996 XH18               | 1996 XH18            | 7 грудня 1996     | Обсерваторія Кітт-Пік       | Spacewatch                      |
| (18538) 1996 XY18               | 1996 XY18            | 6 грудня 1996     | Обсерваторія Наті-Кацуура   | Йошісада Шімідзу, Такеші Урата  |
| (18539) 1996 XX30               | 1996 XX30            | 14 грудня 1996    | Обсерваторія Оїдзумі        | Такао Кобаяші                   |
| (18540) 1996 XK31               | 1996 XK31            | 14 грудня 1996    | Обсерваторія Оїдзумі        | Такао Кобаяші                   |
| (18541) 1996 YA1                | 1996 YA1             | 20 грудня 1996    | Обсерваторія Оїдзумі        | Такао Кобаяші                   |
| 18542 Броліо (Broglio)          | 1996 YP3             | 29 грудня 1996    | Сормано                     | А. Теста, Франческо Манка       |
| (18543) 1997 AE                 | 1997 AE              | 2 січня 1997      | Обсерваторія Оїдзумі        | Такао Кобаяші                   |
| (18544) 1997 AA2                | 1997 AA2             | 3 січня 1997      | Обсерваторія Оїдзумі        | Такао Кобаяші                   |
| (18545) 1997 AO2                | 1997 AO2             | 3 січня 1997      | Обсерваторія Оїдзумі        | Такао Кобаяші                   |
| (18546) 1997 AP4                | 1997 AP4             | 6 січня 1997      | Обсерваторія Оїдзумі        | Такао Кобаяші                   |
| (18547) 1997 AU5                | 1997 AU5             | 7 січня 1997      | Обсерваторія Оїдзумі        | Такао Кобаяші                   |
| 18548 Крістоффель (Christoffel) | 1997 AN12            | 10 січня 1997     | Прескоттська обсерваторія   | Пол Комба                       |
| (18549) 1997 AD13               | 1997 AD13            | 11 січня 1997     | Обсерваторія Оїдзумі        | Такао Кобаяші                   |
| 18550 Маоїшенг (Maoyisheng)     | 1997 AN14            | 9 січня 1997      | Станція Сінлун              | SCAP                            |
| (18551) 1997 AQ17               | 1997 AQ17            | 13 січня 1997     | Фарра-д'Ізонцо              | Фарра-д'Ізонцо                  |
| (18552) 1997 AM21               | 1997 AM21            | 13 січня 1997     | Обсерваторія Наті-Кацуура   | Йошісада Шімідзу, Такеші Урата  |
| 18553 Kinkakuji                 | 1997 AZ21            | 6 січня 1997      | Обсерваторія Тітібу         | Наото Сато                      |
| (18554) 1997 BO1                | 1997 BO1             | 29 січня 1997     | Обсерваторія Оїдзумі        | Такао Кобаяші                   |
| 18555 Курант (Courant)          | 1997 CN4             | 4 лютого 1997     | Прескоттська обсерваторія   | Пол Комба                       |
| 18556 Баттіято (Battiato)       | 1997 CC7             | 7 лютого 1997     | Сормано                     | Пієро Сіколі, Франческо Манка   |
| (18557) 1997 CQ11               | 1997 CQ11            | 3 лютого 1997     | Обсерваторія Кітт-Пік       | Spacewatch                      |
| (18558) 1997 CO19               | 1997 CO19            | 6 лютого 1997     | Обсерваторія Ніхондайра     | Такеші Урата                    |
| (18559) 1997 EN2                | 1997 EN2             | 4 березня 1997    | Обсерваторія Оїдзумі        | Такао Кобаяші                   |
| 18560 Коксетер (Coxeter)        | 1997 EO7             | 7 березня 1997    | Прескоттська обсерваторія   | Пол Комба                       |
| 18561 Fengningding              | 1997 EY34            | 4 березня 1997    | Сокорро (Нью-Мексико)       | LINEAR                          |
| (18562) 1997 EK54               | 1997 EK54            | 8 березня 1997    | Обсерваторія Ла-Сілья       | Ерік Вальтер Ельст              |
| 18563 Danigoldman               | 1997 FC3             | 31 березня 1997   | Сокорро (Нью-Мексико)       | LINEAR                          |
| 18564 Caseyo                    | 1997 GO6             | 2 квітня 1997     | Сокорро (Нью-Мексико)       | LINEAR                          |
| 18565 Selg                      | 1997 GP35            | 6 квітня 1997     | Сокорро (Нью-Мексико)       | LINEAR                          |
| (18566) 1997 RS3                | 1997 RS3             | 1 вересня 1997    | Коссоль                     | ODAS                            |
| 18567 Зеґентхау (Segenthau)     | 1997 SS4             | 27 вересня 1997   | Штаркенбурзька обсерваторія | Штаркенбурзька обсерваторія     |
| 18568 Thuillot                  | 1997 TL2             | 3 жовтня 1997     | Коссоль                     | ODAS                            |
| (18569) 1997 UC11               | 1997 UC11            | 26 жовтня 1997    | Обсерваторія Ніхондайра     | Такеші Урата                    |
| (18570) 1997 VB6                | 1997 VB6             | 9 листопада 1997  | Обсерваторія Оїдзумі        | Такао Кобаяші                   |
| (18571) 1997 WQ21               | 1997 WQ21            | 30 листопада 1997 | Обсерваторія Оїдзумі        | Такао Кобаяші                   |
| 18572 Роше (Rocher)             | 1997 WQ22            | 28 листопада 1997 | Коссоль                     | ODAS                            |
| (18573) 1997 WM23               | 1997 WM23            | 28 листопада 1997 | Коссоль                     | ODAS                            |
| 18574 Жансімон (Jeansimon)      | 1997 WO23            | 28 листопада 1997 | Коссоль                     | ODAS                            |
| (18575) 1997 WS31               | 1997 WS31            | 29 листопада 1997 | Сокорро (Нью-Мексико)       | LINEAR                          |
| (18576) 1997 WA42               | 1997 WA42            | 29 листопада 1997 | Сокорро (Нью-Мексико)       | LINEAR                          |
| (18577) 1997 XH                 | 1997 XH              | 3 грудня 1997     | Коссоль                     | ODAS                            |
| (18578) 1997 XP                 | 1997 XP              | 3 грудня 1997     | Обсерваторія Оїдзумі        | Такао Кобаяші                   |
| 18579 Донґтьєнву (Duongtuyenvu) | 1997 XY6             | 5 грудня 1997     | Коссоль                     | ODAS                            |
| (18580) 1997 XN8                | 1997 XN8             | 7 грудня 1997     | Коссоль                     | ODAS                            |
| 18581 Батлло (Batllo)           | 1997 XV8             | 7 грудня 1997     | Коссоль                     | ODAS                            |
| (18582) 1997 XK9                | 1997 XK9             | 4 грудня 1997     | Станція Сінлун              | SCAP                            |
| (18583) 1997 XN10               | 1997 XN10            | 7 грудня 1997     | Обсерваторія Азіаґо         | Андреа Боаттіні, Маура Томбеллі |
| (18584) 1997 YB2                | 1997 YB2             | 21 грудня 1997    | Обсерваторія Оїдзумі        | Такао Кобаяші                   |
| (18585) 1997 YE2                | 1997 YE2             | 21 грудня 1997    | Обсерваторія Оїдзумі        | Такао Кобаяші                   |
| (18586) 1997 YD3                | 1997 YD3             | 24 грудня 1997    | Обсерваторія Оїдзумі        | Такао Кобаяші                   |
| (18587) 1997 YR5                | 1997 YR5             | 25 грудня 1997    | Обсерваторія Оїдзумі        | Такао Кобаяші                   |
| (18588) 1997 YO9                | 1997 YO9             | 25 грудня 1997    | Обсерваторія Галеакала      | NEAT                            |
| (18589) 1997 YL10               | 1997 YL10            | 28 грудня 1997    | Обсерваторія Оїдзумі        | Такао Кобаяші                   |
| (18590) 1997 YO10               | 1997 YO10            | 28 грудня 1997    | Обсерваторія Оїдзумі        | Такао Кобаяші                   |
| (18591) 1997 YT11               | 1997 YT11            | 30 грудня 1997    | Обсерваторія Оїдзумі        | Такао Кобаяші                   |
| (18592) 1997 YO18               | 1997 YO18            | 24 грудня 1997    | Станція Сінлун              | SCAP                            |
| 18593 Wangzhongcheng            | 1998 AG11            | 5 січня 1998      | Станція Сінлун              | SCAP                            |
| (18594) 1998 BJ                 | 1998 BJ              | 16 січня 1998     | Обсерваторія Наті-Кацуура   | Йошісада Шімідзу, Такеші Урата  |
| (18595) 1998 BR1                | 1998 BR1             | 19 січня 1998     | Обсерваторія Оїдзумі        | Такао Кобаяші                   |
| 18596 Супербус (Superbus)       | 1998 BA4             | 21 січня 1998     | Коллеверде ді Ґвідонія      | Вінченцо Касуллі                |
| (18597) 1998 BE8                | 1998 BE8             | 25 січня 1998     | Обсерваторія Оїдзумі        | Такао Кобаяші                   |
| (18598) 1998 BH8                | 1998 BH8             | 25 січня 1998     | Обсерваторія Оїдзумі        | Такао Кобаяші                   |
| (18599) 1998 BK8                | 1998 BK8             | 25 січня 1998     | Обсерваторія Оїдзумі        | Такао Кобаяші                   |
| (18600) 1998 BK10               | 1998 BK10            | 24 січня 1998     | Вумера                      | Френк Золотовскі                |

| ← Астероїди 10001—20000 → |             |             |             |             |             |             |             |             |             |
| 10001—10100               | 11001—11100 | 12001—12100 | 13001—13100 | 14001—14100 | 15001—15100 | 16001—16100 | 17001—17100 | 18001—18100 | 19001—19100 |
| 10101—10200               | 11101—11200 | 12101—12200 | 13101—13200 | 14101—14200 | 15101—15200 | 16101—16200 | 17101—17200 | 18101—18200 | 19101—19200 |
| 10201—10300               | 11201—11300 | 12201—12300 | 13201—13300 | 14201—14300 | 15201—15300 | 16201—16300 | 17201—17300 | 18201—18300 | 19201—19300 |
| 10301—10400               | 11301—11400 | 12301—12400 | 13301—13400 | 14301—14400 | 15301—15400 | 16301—16400 | 17301—17400 | 18301—18400 | 19301—19400 |
| 10401—10500               | 11401—11500 | 12401—12500 | 13401—13500 | 14401—14500 | 15401—15500 | 16401—16500 | 17401—17500 | 18401—18500 | 19401—19500 |
| 10501—10600               | 11501—11600 | 12501—12600 | 13501—13600 | 14501—14600 | 15501—15600 | 16501—16600 | 17501—17600 | 18501—18600 | 19501—19600 |
| 10601—10700               | 11601—11700 | 12601—12700 | 13601—13700 | 14601—14700 | 15601—15700 | 16601—16700 | 17601—17700 | 18601—18700 | 19601—19700 |
| 10701—10800               | 11701—11800 | 12701—12800 | 13701—13800 | 14701—14800 | 15701—15800 | 16701—16800 | 17701—17800 | 18701—18800 | 19701—19800 |
| 10801—10900               | 11801—11900 | 12801—12900 | 13801—13900 | 14801—14900 | 15801—15900 | 16801—16900 | 17801—17900 | 18801—18900 | 19801—19900 |
| 10901—11000               | 11901—12000 | 12901—13000 | 13901—14000 | 14901—15000 | 15901—16000 | 16901—17000 | 17901—18000 | 18901—19000 | 19901—20000 |